# Macedonia (Alabama)
Macedonia é uma cidade  localizada no estado americano de Alabama, no Condado de Pickens.

## Demografia
Segundo o censo americano de 2000, a sua população era de 291 habitantes.

## Geografia
De acordo com o United States Census Bureau, a localidade tem uma área de 5,7 km², sem área coberta por água.

## Localidades na vizinhança
O diagrama seguinte representa as localidades num raio de 24 km ao redor de Macedonia.